# Saverio Guerra
Saverio Guerra, né le 25 août 1964 à Brooklyn, New York, est un acteur américain.

## Biographie
Saverio Guerra est essentiellement connu pour avoir interprété l'un des rôles principaux de la série télévisée Becker de 1998 à 2003. Il a également joué un rôle récurrent dans Buffy contre les vampires (1997-2000) et des seconds rôles dans Le Concierge du Bradbury (1993), Bad Boys (1995) et Summer of Sam (1999).

## Filmographie

### Cinéma
- 1989 : True Love de Nancy Savoca
- 1993 : Le Concierge du Bradbury : Carmen
- 1993 : Mr. Wonderful : Paul
- 1995 : Bad Boys : Chet, le portier
- 1999 : Summer of Sam : Woodstock
- 1999 : Flic de haut vol (Blue Streak) de Les Mayfield : Benny
- 2004 : Gang de requins : Pontrelli (voix)
- 2007 : Lucky You : Lester

### Télévision
- 1996 : Homicide (série télévisée, saison 4 épisode 20) : Deano Hoover
- 1996-1997 : EZ Streets (série télévisée, 5 épisodes) : Sammy Feathers
- 1997-2000 : Buffy contre les vampires (série télévisée, 5 épisodes) : Willy l'indic
- 1998 : Caroline in the City (série télévisée, saison 3 épisode 18) : Adamo
- 1998-2003 : Becker (série télévisée, 103 épisodes) : Bob
- 1999 : Dingue de toi (série télévisée, saison 7 épisode 11) : Bellhop
- 2004 : Monk (série télévisée, saison 3 épisode 4) : Brooks
- 2004 : Les Sauvages (série télévisée, saison 1 épisode 7) : Quincy
- 2005 : New York Police Blues (série télévisée, saison 12 épisode 18) : Lenny Russo
- 2006 : Las Vegas (série télévisée, saison 3 épisode 21) : Dwight Stiles
- 2009 : Larry et son nombril (série télévisée, saison 7 épisode 10) : Mocha Joe
- 2012 : Weeds (série télévisée, saison 8 épisodes 9 et 10) : Jeff
- 2015 : Show Me a Hero (mini-série) : Neil DeLuca
- 2021 : New York, unité spéciale (saison 22, épisode 16) : Paulie Banducci
- 2021 : New York, unité spéciale (saison 23, épisode 1) : Paulie Banducci